# Морі (провінція Тренто)
Морі (італ. Mori, вен. Mori) — муніципалітет в Італії, у регіоні Трентіно-Альто-Адідже,  провінція Тренто.
Морі розташоване на відстані близько 460 км на північ від Рима, 27 км на південний захід від Тренто.
Населення — 9771 особа (2014).
Щорічний фестиваль відбувається 26 грудня. Покровитель — святий Степан.

## Демографія
Населення за роками:

Станом на 1 січня 2023 року в муніципалітеті офіційно проживали 852 іноземці з 56 країн, серед них 226 громадян країн Євросоюзу та 47 громадян України.

## Сусідні муніципалітети
- Ала
- Арко
- Брентоніко
- Ізера
- Наго-Торболе
- Ронцо-К'єніс
- Роверето